# モクセンナ
モクセンナ（学名：Senna surattensis、別名：イリタマゴノキ、キダチセンナ）はマメ科センナ属の常緑小高木。

## 特徴
本属では数少ない小高木で、樹高3–5 m程度。花期には炒り卵のように鮮やかな黄花が遠くからも目立つ。偶数羽状複葉が互生し、小葉は4–9対で長楕円形で葉先は丸いかわずかに凹み、長さ3–9 cmで対生する。基部の小葉2–3対がつく葉軸上にこん棒状の蜜腺体がある。花は黄色で直径約5 cm。初夏～秋に開花する。豆果は長さ15–20 cm。

## 分布と生育環境、利用
インド原産で、街路樹や公園樹、庭木に利用される。生長は早いが枝がやや細く、台風の被害を受けやすいので、風当たりの少ない場所での庭園樹に有望。土壌は選ばないが、石灰岩質土壌を好む。
モクセンナは民間薬としても利用され、抽出エキスはリパーゼ阻害活性を有し、コレステロール及び中性脂肪濃度を低下させる働きについて研究が進められている。